# Canon EF 50 мм
Canon EF 50 мм — серия нормальных объективов с фиксированным фокусным расстоянием семейства Canon EF компании Canon. Два 50-мм объектива относятся к серии «L», три имеют ультразвуковой привод (USM).
Существует семь моделей 50 мм Canon EF объектива:
- 50 мм f/1.0L USM (не выпускается, заменён f/1.2L)[1]
- 50 мм f/1.2L USM[2]
- 50 мм f/1.4 USM[3]
- 50 мм f/1.8 (не выпускается, заменён f/1.8 II)[4]
- 50 мм f/1.8 II[5]
- 50 мм f/1.8 STM
- 50 мм f/2.5 Compact Macro[6]

С учётом кроп-фактора 1.6×, характерного для большинства неполнокадровых цифровых зеркальных фотоаппаратов Canon EOS, угол изображения этих объективов для таких камер будет эквивалентен углу изображения объектива с фокусным расстоянием 80 мм, установленного на полнокадровые фотоаппараты.

## Описание объективов

### EF 50mm f/1.0L USM
Объектив Canon EF 50mm f/1.0L USM был выпущен в 1989 году и представляет собой профессиональный автофокусный объектив серии L с фиксированным фокусным расстоянием, оснащённый ультразвуковым приводом автофокусировки с 9 группами и 11 элементами линз. Корпус объектива металлический с пластиковыми вставками.
Максимальная диафрагма объектива равна f/1,0. Это единственный объектив Canon EF с такой диафрагмой.
Выпуск прекращен в 2002 году.

### EF 50mm f/1.2L USM
Объектив Canon EF 50mm f/1.2L USM был выпущен в 2006 году и представляет собой профессиональный автофокусный объектив серии L с фиксированным фокусным расстоянием, оснащённый ультразвуковым приводом автофокусировки. Объектив сменил на рынке модель EF 50mm f/1.0L. Корпус объектива — металлический с пластиковыми вставками.

### EF 50mm f/1.4 USM
Объектив Canon EF 50mm f/1.4 USM был выпущен в 1993 году и представляет собой автофокусный объектив среднего класса с фиксированным фокусным расстоянием, оснащённый ультразвуковым приводом автофокусировки (Micro USM). Корпус модели выполнен из пластика с металлическим креплением байонета.
Особенность: единственный объектив не L-серии из фокусного расстояния в 50 мм, помимо 50mm f/1.8 STM, который, несмотря на micro-USM привод, имеет функцию ручной фокусировки (MF) в автоматическом режиме (AF). Помимо плюсов, это привело к снижению надежности механизма.

### EF 50mm f/1.8 и EF 50mm f/1.8 II
Объектив Canon EF 50mm f/1.8 первой версии выпускался с 1987 года и представляет собой автофокусный объектив начального уровня с фиксированным фокусным расстоянием. Он имеет карбоновый корпус и металлическое крепление байонета.
В 1990 году f/1.8 был заменён на рынке моделью 50mm f/1.8 II, которая по оптическим свойствам идентична модели 1987 года, но выпускается в полностью пластиковом корпусе, лишена металлического байонета и окна шкалы дистанций фокусировки, с 1990 по 1993 год вторая версия объектива производилась в Японии, все еще в карбоновом корпусе.
Это самый доступный объектив по бюджету с фиксированным фокусным расстоянием в линейке Canon. Чрезвычайно популярен у начинающих фотографов.
Выпуск прекращен в 2015 году.

### EF 50mm f/1.8 STM
Объектив пришел на смену морально устаревшему 50mm f/1.8 II в 2015 году, после того, как компания Yongnuo выпустила клон EF 50mm f/1.8 II по более низкой ценой, при этом у него было 7 лепестков диафрагмы, а не 5, как у оригинала. Более современный дизайн, металлический байонет, привод автофокуса STM, улучшенное покрытие оптики и 7 лепестков диафрагмы сделали его очень выгодным предложением для фотолюбителей. Как и у 50/1.0, кольцо ручной фокусировки этого объектива не имеет физической связи с механизмом движения линз; ручная фокусировка осуществляется с помощью электропривода, что позволяет корректировать фокус вручную даже в режиме автофокуса. При использовании совместно с камерами с поддержкой следящей автофокусировки (Canon EOS 650D и новее, за исключением начальных 1200D и 1300D) позволяет снимать видео с автоматической подстройкой резкости на снимаемом объекте. Цена на момент начала продаж составляет 150$ США.

### EF 50mm f/2.5 Compact Macro
Объектив Canon EF 50mm f/2.5 Compact Macro был выпущен в 1987 году и представляет собой автофокусный макрообъектив любительского уровня с пластиковым корпусом и металлическим креплением байонета.
Максимальное увеличение, достигаемое при использовании объектива, составляет 1:2, однако использование приобретаемого отдельно конвертера «Life-Size Converter EF» позволяет достигнуть увеличения 1:1. Этот конвертор был разработан специально для этого объектива и не может использоваться с другими объективами семейства EF.
Малое увеличение (всего 0.5) лишь немногим лучше, чем у обычного «китового» объектива 18-55 IS (0.34). При этом малое фокусное расстояние заставляет располагать переднюю линзу объектива очень близко к объекту съёмки. Отсутствие стабилизации сильно затрудняет съёмку с рук. Кроме того, объектив обладает немалой ценой.

## Характеристики объективов
| Характеристика                  | f/1.0L USM             | f/1.2L USM            | f/1.4 USM             | f/1.8                 | f/1.8 II              | f/1.8 STM             | f/2.5 CM              |
| ------------------------------- | ---------------------- | --------------------- | --------------------- | --------------------- | --------------------- | --------------------- | --------------------- |
| Изображение                     |                        |                       |                       |                       |                       |                       |                       |
| Возможности                     |                        |                       |                       |                       |                       |                       |                       |
| Оптический стабилизатор (IS)    | Нет                    | Нет                   | Нет                   | Нет                   | Нет                   | Нет                   | Нет                   |
| Ультразвуковой привод (USM)     | Да                     | Да                    | Да                    | Нет                   | Нет                   | Нет                   | Нет                   |
| Серия L                         | Да                     | Да                    | Нет                   | Нет                   | Нет                   | Нет                   | Нет                   |
| Дифракционная оптика (DO)       | Нет                    | Нет                   | Нет                   | Нет                   | Нет                   | Нет                   | Нет                   |
| Макро-режим                     | Нет                    | Нет                   | Нет                   | Нет                   | Нет                   | Нет                   | Да (1:2)              |
| Технические данные              |                        |                       |                       |                       |                       |                       |                       |
| Диафрагма                       | f/1,0-f/16             | f/1,2-f/16            | f/1,4-f/22            | f/1,8-f/22            | f/1,8-f/22            | f/1,8-f/22            | f/2,5-f/32            |
| Конструкция                     | 9 групп / 11 элементов | 6 групп / 8 элементов | 6 групп / 7 элементов | 5 групп / 6 элементов | 5 групп / 6 элементов | 5 групп / 6 элементов | 8 групп / 9 элементов |
| Лепестки диафрагмы              | 8                      | 8                     | 8                     | 5                     | 5                     | 7                     | 6                     |
| Мин. дистанция фокусировки      | 0,6 м                  | 0,45 м                | 0,45 м                | 0,45 м                | 0,45 м                | 0,35 м                | 0,2 м                 |
| Максимальное увеличение         | 0,15× (1:6,6)          | 0,15× (1:6,6)         | 0,15× (1:6,6)         | 0,15× (1:6,6)         | 0,15× (1:6,6)         | 0,21× (1:5)           | 0,50× (1:2)           |
| Горизонтальный угол зрения      | 40°                    | 40°                   | 40°                   | 40°                   | 40°                   | 40°                   | 40°                   |
| Диагональный угол зрения        | 46°                    | 46°                   | 46°                   | 46°                   | 46°                   | 46°                   | 46°                   |
| Вертикальный угол зрения        | 27°                    | 27°                   | 27°                   | 27°                   | 27°                   | 27°                   | 27°                   |
| Физические характеристики       |                        |                       |                       |                       |                       |                       |                       |
| Вес                             | 985 г                  | 545 г                 | 290 г                 | 190 г                 | 130 г                 | 160 г                 | 280 г                 |
| Макс. диаметр                   | 91,5 мм                | 85,4 мм               | 73,8 мм               | 67,4 мм               | 68,2 мм               | 69,2 мм               | 67,6 мм               |
| Длина                           | 81,5 мм                | 65,5 мм               | 50,5 мм               | 42,5 мм               | 41 мм                 | 39.3 мм               | 63 мм                 |
| Диаметр резьбы фильтра          | 72 мм                  | 72 мм                 | 58 мм                 | 52 мм                 | 52 мм                 | 49 мм                 | 52 мм                 |
| Аксессуары                      |                        |                       |                       |                       |                       |                       |                       |
| Бленда                          | ES-79II                | ES-78                 | ES-71II               | ES-62                 | ES-62                 | ES-68                 | n/a                   |
| Футляр                          | LP1216                 | LP1214                | LP1014                | LP1014                | LP1014                | LP1014                | LP814                 |
| Информация о производстве       |                        |                       |                       |                       |                       |                       |                       |
| Дата выпуска                    | Сентябрь 1989          | Август 2006           | Июнь 1993             | Март 1987             | Декабрь 1990          | Май 2015              | Декабрь 1987          |
| В производстве на данный момент | Нет                    | Да                    | Да                    | Нет                   | Нет                   | Да                    | Да                    |